# Albert Woolson
Albert Henry Woolson (11 de febrero de 1850 - 2 de agosto de 1956) fue el último superviviente conocido del Ejército de la Unión que sirvió en la guerra de Secesión estadounidense. También fue el último veterano superviviente de la guerra de Secesión en ambos bandos cuyo estatus es indiscutible. Al menos tres hombres que sobrevivieron a Woolson afirmaron ser veteranos confederados, pero uno ha sido desacreditado y los otros dos no están verificados. El último soldado superviviente de la Unión que entró en combate fue James Hard (1843-1953).

## Biografía
Woolson nació en Antwerp, Nueva York, hijo de Willard P. Woolson (1811–1862) y Caroline Baldwin (ca. 1822–desconocida). Afirmó haber nacido el 11 de febrero de 1847, pero su entrada en el censo de Estados Unidos de 1850 recoge que nació en 1850. Las entradas en los registros del censo posteriores y en el censo del estado de Minnesota de 1905 respaldan la conclusión de que nació en 1850.
Su padre, Willard Woolson, se alistó en el Ejército de la Unión. Willard resultó herido en la batalla de Shiloh y fue trasladado a un hospital del Ejército en Windom, Minnesota, donde moriría a causa de sus heridas. Albert y su madre se mudaron a Windom para acompañar a Willard. Albert se alistó como tamborilero en la Compañía C del 1.er Regimiento de Artillería Pesada de Minnesota el 10 de octubre de 1864, convirtiéndose en el tamborilero de la compañía. Sin embargo, la compañía nunca entró en combate y Albert Woolson fue licenciado el 7 de septiembre de 1865.
Woolson regresó a Minnesota, donde vivió el resto de su vida. Fue carpintero y más tarde miembro del Gran Ejército de la República (GAR, por sus siglas en inglés), una poderosa organización política formada por veteranos de la guerra de Secesión donde se convirtió en vicecomandante en jefe en 1953.
En sus últimos días, vivió en el número 215 de la calle East Fifth en Duluth, Minnesota. Woolson murió en el Hospital St. Luke, en Duluth, el 2 de agosto de 1956, a la edad de 109 años, de una «congestión pulmonar recurrente». Enviudó dos veces y le sobrevivieron seis hijas y dos hijos. Woolson fue enterrado con todos los honores militares por la Guardia Nacional en el cementerio de Park Hill.

Tras su muerte, el presidente Dwight D. Eisenhower dijo:
El pueblo estadounidense ha perdido el último vínculo personal con el Ejército de la Unión [...] Su fallecimiento entristece los corazones de todos los que apreciamos la memoria de los valientes hombres de ambos lados de la Guerra entre Estados. 

## Legado
Woolson y su compañero tamborilero Frank Mayer marcharon juntos, ambos de 99 años, en el Desfile del Día de los Caídos en mayo de 1949, para depositar una corona de flores en la tumba del general Grant en la ciudad de Nueva York.
La revista Life publicó un artículo de siete páginas sobre la muerte de Albert Woolson en el número del 20 de agosto de 1956. El artículo incluía mucha información sobre el GAR, con fotografías o dibujos de varios campamentos (convenciones). También se incluyeron fotografías de los últimos tres soldados confederados vivos (estado y edad en disputa): William Lundy, 108; Walter Williams, 113; y John Salling, 110.
A mediados de 2006, nuevas investigaciones sobre el censo indicaron que Albert Woolson tenía en realidad 106 años, al figurar con menos de un año en el censo de 1850. Investigaciones anteriores de 1991 habían sugerido que solo era un año más joven de lo declarado (108 en lugar de 109), aunque esto no afecta a su condición de veterano.
Después de su muerte, el Gran Ejército de la República se disolvió porque Woolson era el último miembro superviviente.
Algunos de los artefactos de Albert están en exhibición en la galería Veterans Memorial Hall, un programa de la Sociedad Histórica del Condado de St. Louis, en el Saint Louis County Depot, en el centro de Duluth, Minnesota.
A él se le dedicó el Manual legislativo de Minnesota 2011-2012.
En 1956 se erigió un monumento a Woolson en Gettysburg como monumento al Gran Ejército de la República. Una estatua gemela se exhibe afuera del Saint Louis County Depot, en el centro de Duluth, Minnesota.

## Imágenes

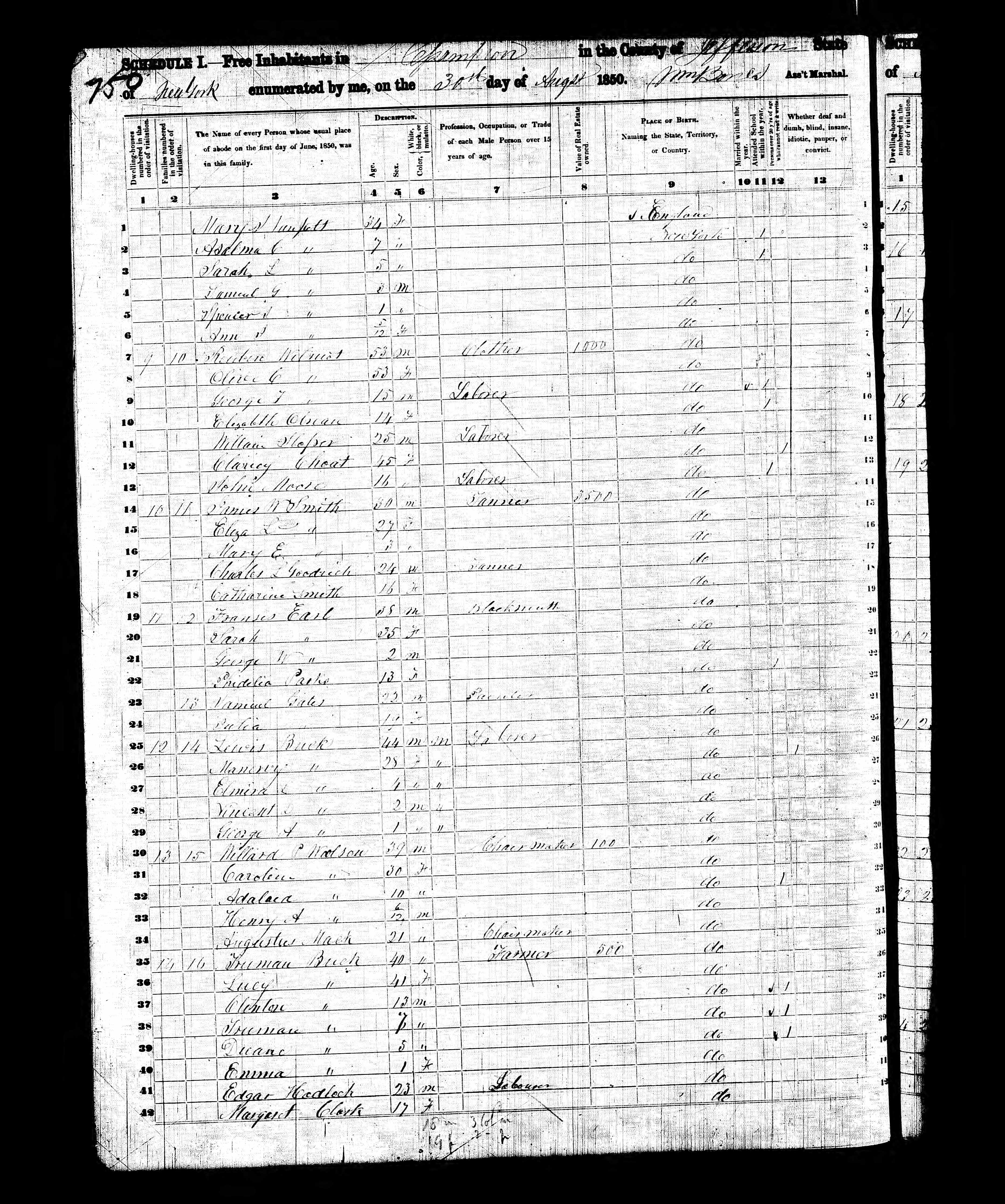
Woolson como «Henry Albert Woolson» en el censo de 1850 cuando era recién nacido
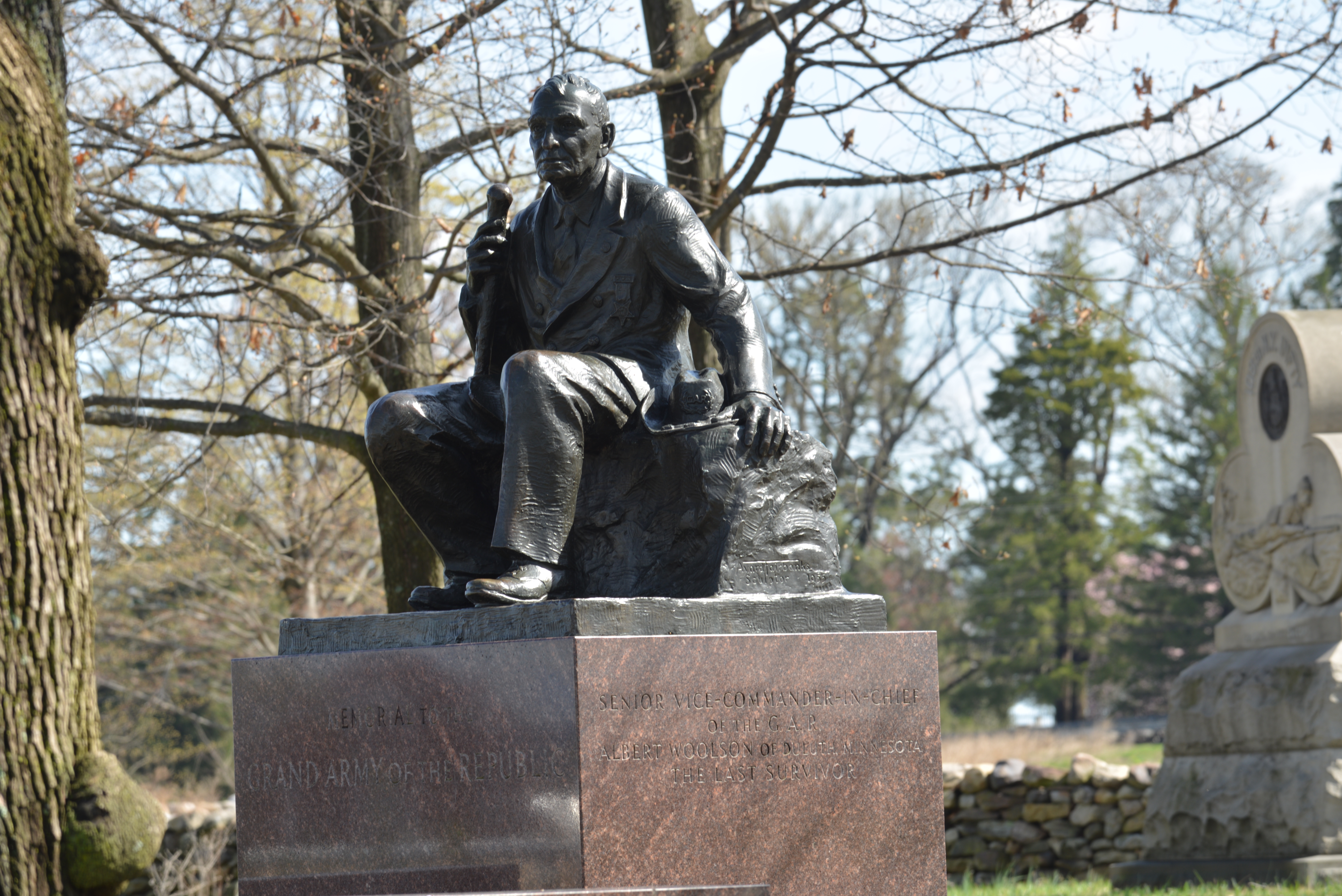
Estatua de Albert Woolson en el Parque Militar Nacional de Gettysburg